# Teófilo Verbist
Teófilo Verbist (Amberes, 12 de junio de 1823 - Mongolia Interior, 23 de febrero de 1868), fue un sacerdote y misionero belga. Nació en el seno de una familia humilde y devota, formada por Guillermo Verbist y Catalina Maria Van Honsem.
Ingresó desde muy joven al Seminario Diocesano de Malinas y fue ordenado sacerdote el 18 de septiembre de 1847, por el Cardenal Sterckx. Fundó en 1862, la  Congregación del Corazón Inmaculado de María (cuyos miembros son conocidos como Misioneros de Scheut), para las misiones extranjeras en China.
El Padre Verbist murió en Mongolia Interior, el 23 de febrero de 1868.